# SN 1000+0216

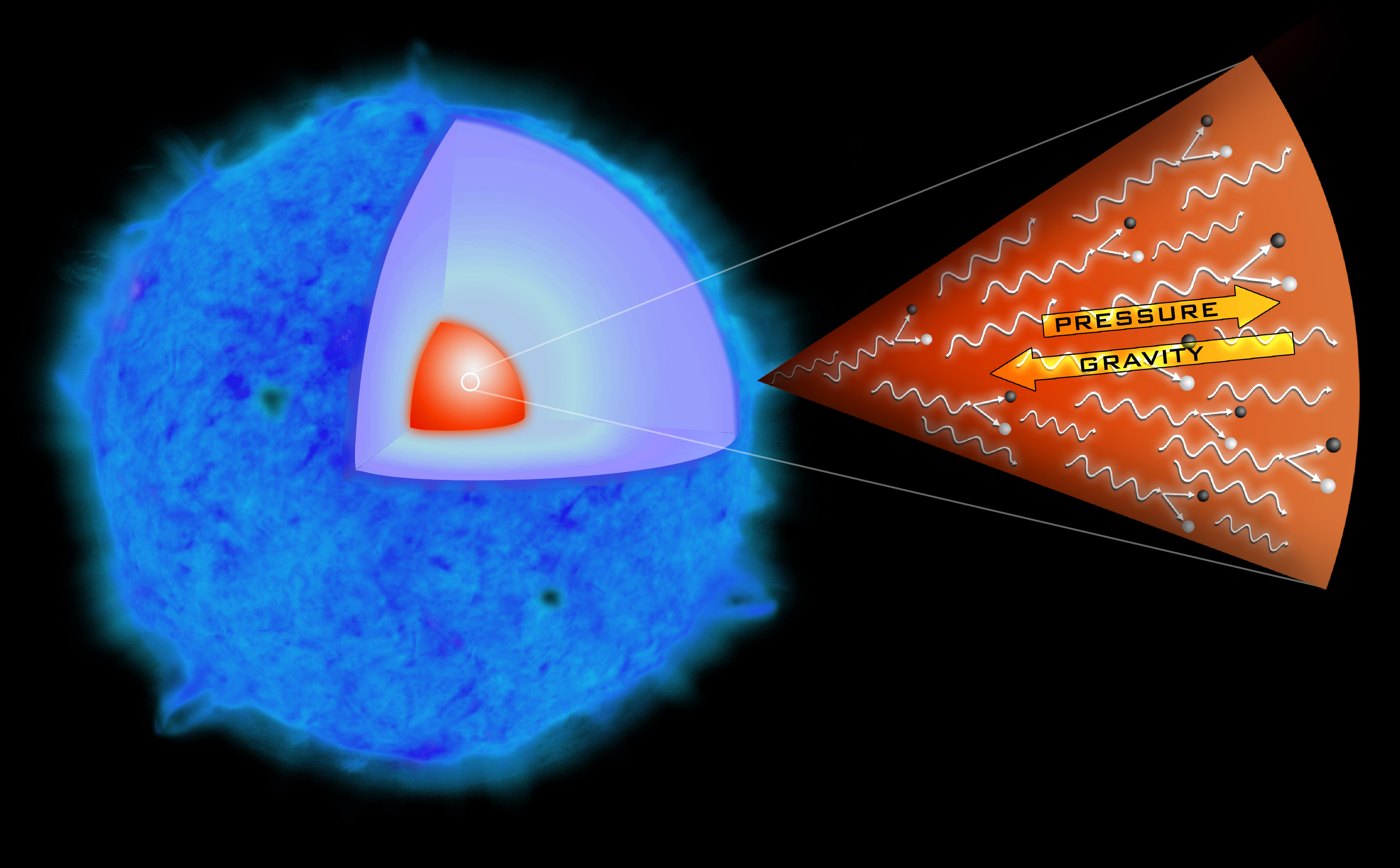
対不安定型超新星爆発の説明図。恒星中心部から放出される高エネルギーのガンマ線が恒星内部に電子・陽電子のペアを対生成し、蓄えられたエネルギーが通常の超新星爆発より大規模なエネルギー放出を起こす。

SN 1000+0216とは、地球からの距離が約237億光年と、非常に遠方において発見された超新星爆発である。

## 距離
SN 1000+0216は、赤方偏移の値(z)が3.90という極端に大きい値を持つ。この値は、地球から約237億1000万光年離れた位置にある約121億1000万年前の爆発であることを示しており、従来最も遠方とされていたSN 19941の188億0900万光年(z = 2.357)を抜いて、最も遠い場所で発見された超新星爆発ということとなる。
なお、SN 19941ほどの遠方ではないが、同じく174億4000万光年かなたにある超新星のSN 2213-1745(z = 2.05)も同時に発見されている。

## 超新星のタイプ
SN 1000+0216は、非常に遠方においても発見されるその明るさと光度曲線のカーブから、太陽の100倍から250倍もの質量を持つ極めて重い恒星が爆発した対不安定型超新星爆発ではないかと推定されている。
対不安定型超新星爆発は、確実にそれと判明しているのはSN 2006gyの1例しかなく、該当する可能性があるものを含めてもSN 2007biの例しかない非常に珍しいタイプの超新星爆発である。そのエネルギーも通常の超新星爆発よりも大きく、爆発にいたるプロセスも重力の影響を発端とする通常の超新星爆発とは異なっている。具体的には、恒星中心部で高エネルギーのガンマ線が磁場と相互作用をすることにより電子・陽電子のペアが対生成されてエネルギーが物質の形で蓄積し、最終的にそれらが対消滅で一気にエネルギーに再転換することによって通常の超新星爆発を上回る大規模な爆発に至るというものである。初期宇宙では現在の宇宙と比べ大質量の恒星が多く存在したと考えられることから、このような爆発は多く発生していたと想定されている。
分光観測によるスペクトル分類によれば、SN 1000+0216の元となった恒星のスペクトルには金属元素のものが見られ、初期の宇宙に存在したと考えられている種族III（金属量0の恒星）ではない。しかし、今の1/4の大きさしかない時点の初期宇宙における超新星爆発なので、ほとんど水素とヘリウムしか存在しなかった宇宙の元素合成の過程につながる発見であると言える。

## 研究
SN 1000+0216は、地球から見たろくぶんぎ座方向を2008年に撮影した画像から発見・同定された。2012年10月30日にオーストラリアスインバン大学のジェフ・クック (Jeff Cooke) らの研究チームが研究結果を発表した。SN 1000+0216のホスト銀河の距離の正確な測定はW・M・ケック天文台の望遠鏡が使われた。